# 59793 Clapiès
59793 Clapiès è un asteroide della fascia principale. Scoperto nel 1999, presenta un'orbita caratterizzata da un semiasse maggiore pari a 3,0680516 UA e da un'eccentricità di 0,0299081, inclinata di 10,98501° rispetto all'eclittica.